# Bridgewater Hall
La Bridgewater Hall o più semplicemente, La Bridgewater, è una sala concerti nel centro di Manchester, in Inghilterra, la cui costruzione è costata circa 42 milioni di £ e ospita attualmente oltre 250 spettacoli all'anno.

La sala ospita l'Orchestra Hallé ed è la sala concerti principale della BBC Philharmonic Orchestra. L'edificio si trova su un letto di 280 molle, che aiutano a ridurre il rumore esterno.

Il luogo prende il nome da Francis Egerton, III duca di Bridgewater, che commissionò l'omonimo Canale di Bridgewater, che attraversa Manchester, anche se la sala è situata su un braccio appositamente costruito del Canale di Rochdale.

## Storia

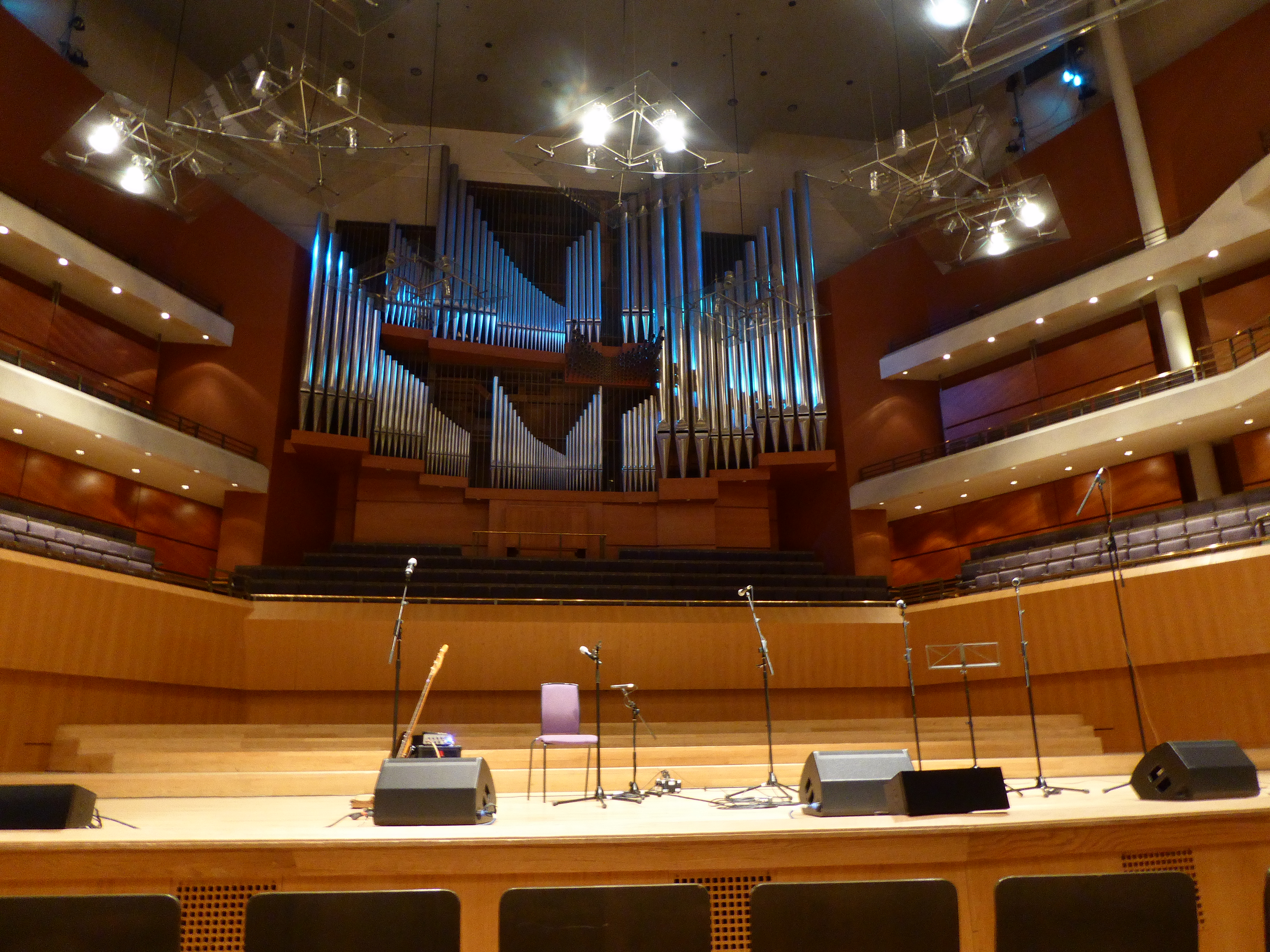
Il palcoscenico e l'organo

Alcune proposte per sostituire la sala concerti con la Free Trade Hall sono esistite da quando essa fu danneggiata durante la seconda guerra mondiale, ma la sala, che era sede dell'orchestra The Hallé fu riparata e rinnovata. Pur essendo un popolare luogo di ritrovo, la Free Trade Hall, costruita nel 1850, aveva un'acustica deplorevole. Nel corso degli anni 1970 e '80 sono stati presi in esame diversi progetti di sostituirla, ma il progetto divenne più probabile nel 1988, dopo la creazione della Central Manchester Development Corporation.
Negli anni 1990 fu identificato come il sito per una nuova sala la terra a est di Lower Mosley Street e a nord di Great Bridgewater Street, accanto al centro espositivo G-Mex (ora Manchester Central Convention Complex), che era occupata da un ex stazione degli autobus e parcheggio nei pressi del Canale di Rochdale. Fu bandito un concorso per invitare gli architetti a presentare progetti per la nuova sala da concerto e fu scelta la proposta degli architetti Renton Howard Wood Levin (RHWL). Lo sviluppo prevedeva la costruzione di un bacino su un braccio corto, appositamente costruito, del Canale di Rochdale e parte del Manchester e Salford Junction Canal, creando un ambiente lungo l'acqua per la sala.
La Bridgewater Hall tenne il suo primo concerto in data 11 settembre 1996 e fu ufficialmente inaugurata il 4 dicembre dalla regina Elisabetta II, insieme al Duca di Edimburgo. La Bridgewater Hall è stata una di una serie di strutture costruite negli anni 1990 che simboleggiava la transizione verso una nuova e moderna Manchester.
La Bridgewater è stata ben accolta e ha vinto numerosi premi. Nel novembre 1996, pochi mesi dopo l'apertura, la sala da concerto ha vinto il premio RIBA Nord Ovest. Nel 1998 ha vinto il Civic Trust Special Award, che viene assegnato ad un edificio che ha migliorato l'aspetto di un centro cittadino.

## Struttura

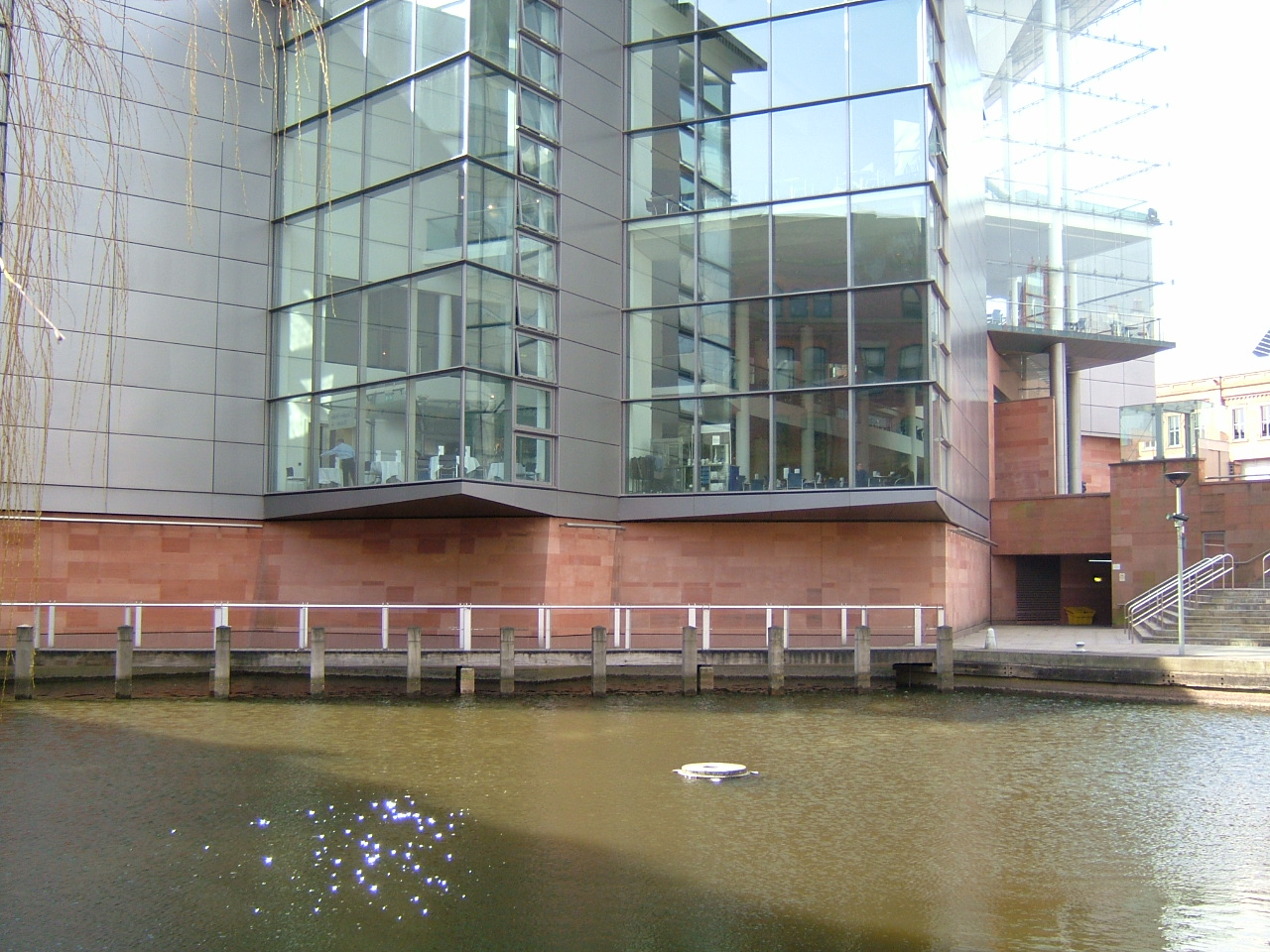
Bridgewater Hall si affaccia sul Canale di Rochdale

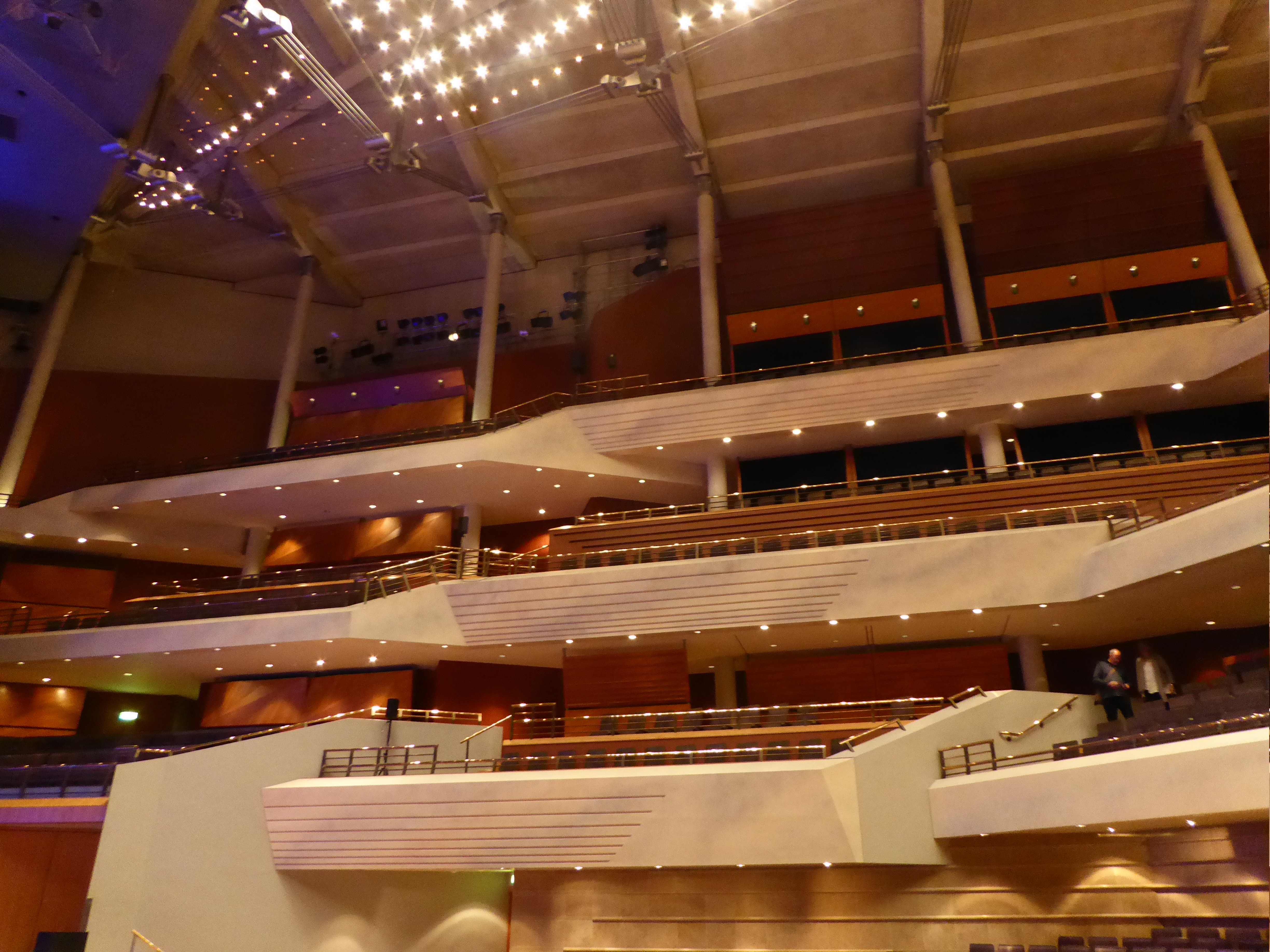
Interni

La costruzione della sala fu una joint venture tra il Manchester City Council e la Central Manchester Development Corporation che ottenne un finanziamento del Fondo europeo di sviluppo regionale. Gli architetti erano RHWL ed il costruttore era John Laing. L'acustica fu progettata da Rob Harris della Arup Acoustics; i suoi colleghi all'Arup erano gli ingegneri di costruzione. La Bridgewater Hall può ospitare 2341 persone su 4 livelli nell'auditorium: la platea, il cerchio del coro, il cerchio, e la galleria. Vanta anche un ristorante premiato e un caffè © bar.
La sala principale è adagiata su una base di cuscinetti di isolamento a prova di terremoto che isolano dal rumore e dalle vibrazioni della strada adiacente e dalla linea Metrolink. Le 26.500 tonnellate di sovrastruttura della sala poggiano su cuscinetti di isolamento di 280 GERB costituite da filari di molle in acciaio tra piloni di cemento. La Bridgewater Hall è la prima sala da concerto costruita con questa tecnologia.
La struttura è in gran parte formata da solido cemento armato, formato e gettato come un grande scultura. L'auditorium ha un tetto a doppia parete con un guscio esterno in acciaio inossidabile. La parte inferiore della sala è costruita da arenaria rosso profondo della Cava Corsehill di Annan, le pareti superiori sono rivestite in alluminio e vetro. L'interno utilizza calcare Jura.

### Organo
All'interno della sala, il punto focale è un organo a canne del costo di 1,2 milioni di £, con 5500 canne e quattro tastiere, costruito da Marcussen & Son, che domina la sala, coprendo la parete posteriore con legno e metallo brunito. Al momento della costruzione, l'organo era il più grande strumento che fosse mai stato installato nel Regno Unito per un secolo.

### Barbirolli Square

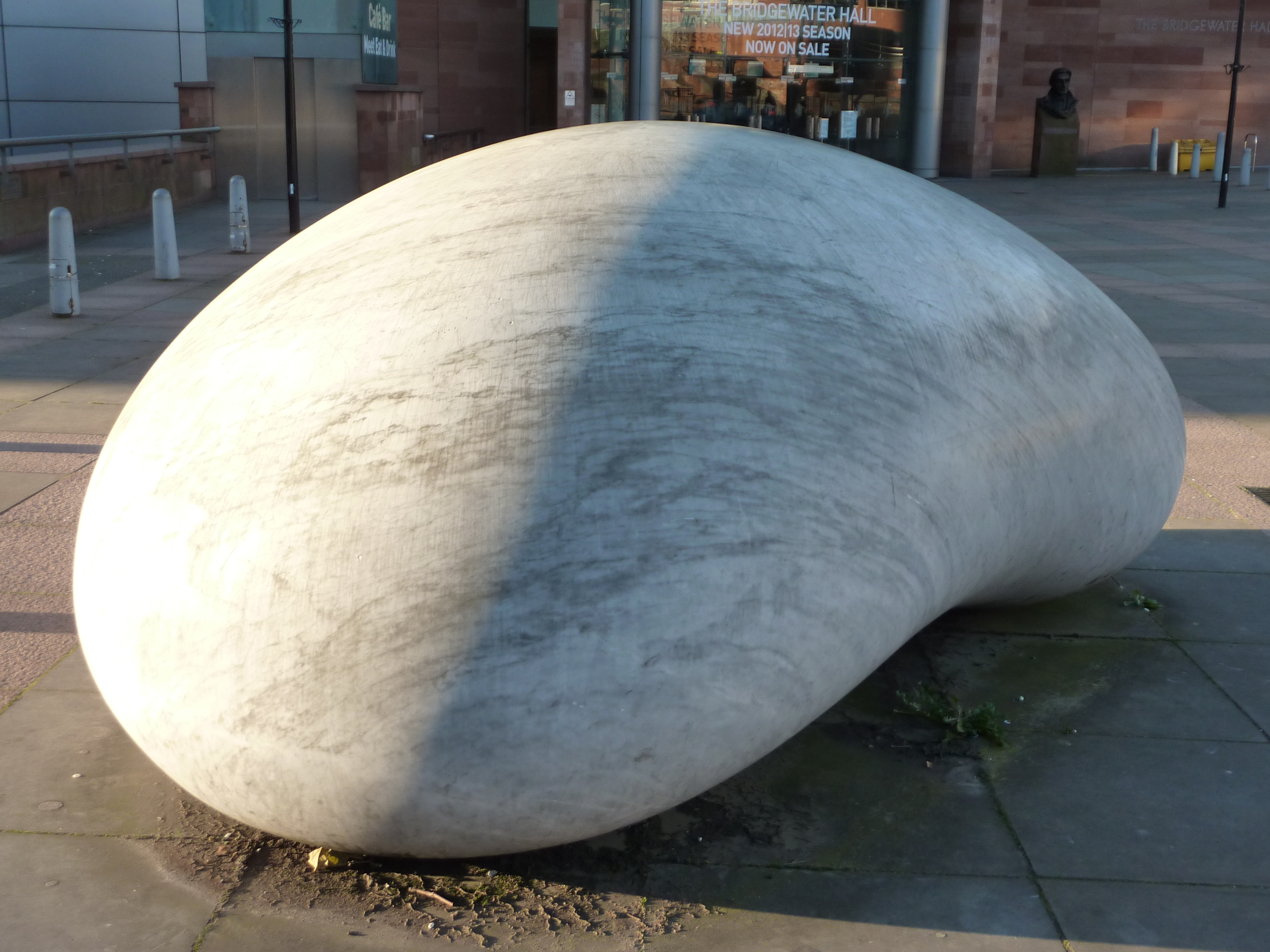
Ishinki Touchstone

Sulla piazza di fuori c'è l'"Ishinki Touchstone", una scultura di Kan Yasuda in lucido marmo di Carrara italiano, che è bianco, striato di grigio-azzurro. La pietra pesa 18 tonnellate ed è stata installata nel mese di agosto 1996. Il suo costo £ 200.000 è stato finanziato dall'Arts Council, Lottery Fund, l'aeroporto di Manchester e dal Manchester City Council. Per prevenire atti vandalici, la pietra è rivestita con una soluzione anti-graffio.
Accanto all'ingresso principale c'è una scultura di Sir John Barbirolli di Byron Howard (2000).

## Utilizzo
Fin dalla sua apertura l'11 settembre 1996, è stata la sede dell'Orchestra Hallé, il Coro di Hallé e il Coro Ragazzi di Manchester ed è il luogo abituale per i concerti della BBC Philharmonic e della Manchester Camerata. Da settembre 2002 è stata sede della Orchestra Giovanile Hallé e del Coro Giovanile, fondati per i musicisti di età inferiore ai diciannove anni che non ricevono ancora un'educazione musicale a tempo pieno.
Così come i concerti, La Bridgewater Hall ospita convegni ed eventi per soggetti esterni, quali serate annuali di presentazione. La Manchester Metropolitan University ha tenuto nella sala la sua cerimonia di laurea nel mese di luglio di ogni anno, a partire dai primi anni del 2000.Anche la Open University tiene una delle sue cerimonie di laurea presso la sala ogni anno.